# Saint-Germainmont
Saint-Germainmont ist eine französische Gemeinde mit 813 Einwohnern (Stand 1. Januar 2022) im Département Ardennes in der Region Grand Est (vor 2016 Champagne-Ardenne). Sie gehört zum Arrondissement Rethel, zum Kanton Château-Porcien und zum Gemeindeverband Pays Rethélois.

## Geografie
Saint-Germainmont liegt im Südwesten der Ardennen. Der Flusslauf der Aisne bildet die südliche Gemeindegrenze, wo auch der Nebenfluss Barres einmündet. Umgeben wird der Ort von den Nachbargemeinden Villers-devant-le-Thour im Westen, Le Thour, im Nordwesten, Banogne-Recouvrance im Norden, Condé-lès-Herpy und Herpy-l’Arlésienne im Nordosten, Gomont, Balham und Aire im Südosten sowie Asfeld im Süden und Südwesten.

## Geschichte
Während der Fronde-Kriege wurde das Dorf vor allem im Jahr 1652 mehrmals von den Truppen des Erzherzogs Leopold zerstört und geplündert.
Im Ersten Weltkrieg war der Ort von 1914 bis 1918 von deutschen Truppen besetzt.
Am 10. Mai 1940 griffen deutsche Truppen den Ort an. Der 52 Meter hohe Schornstein der Zuckerfabrik wurde von der französischen Armee gesprengt.

## Wirtschaft
Seit Mitte des 19. Jahrhunderts war Saint-Germainmont für seine Süßigkeiten bekannt. Es entstanden viele Rübenverarbeitungsbetriebe in der Region. In Villers-devant-le-Thour produzierter Rübensaft wurde durch ein unterirdisches Aquädukt nach Saint-Germainmont gepumpt. 1907 erlebte die Zuckerraffinerie durch den Anschluss an das Eisenbahnnetz einen Boom. 1959 wurde der Bahntransport durch den Straßentransport ersetzt.
Die Produktionsanlagen wurden im Ersten Weltkrieg zerstört und 1922 wieder aufgebaut. Zu Beginn des Zweiten Weltkriegs wurde die Produktion kurzfristig eingestellt, aber bereits im März 1941 wieder aufgenommen.
1967 wurde eine Dehydratisierungsanlage für Luzernen und Zellstoff errichtet. 1987 fusionieren die Confiseriebetriebe in Saint-Germainmont, Guignicourt und Montcornet unter dem Namen Sucreries du Nord Est. 1998 entschied die neue Gruppe Saint Louis Sucre, keine Rüben mehr zu verarbeiten. Das Zuckergeschäft wurde 1999 endgültig eingestellt und 2001 an das belgische Unternehmen Cosucra verkauft. Die Anlage wurde 2007 stillgelegt.

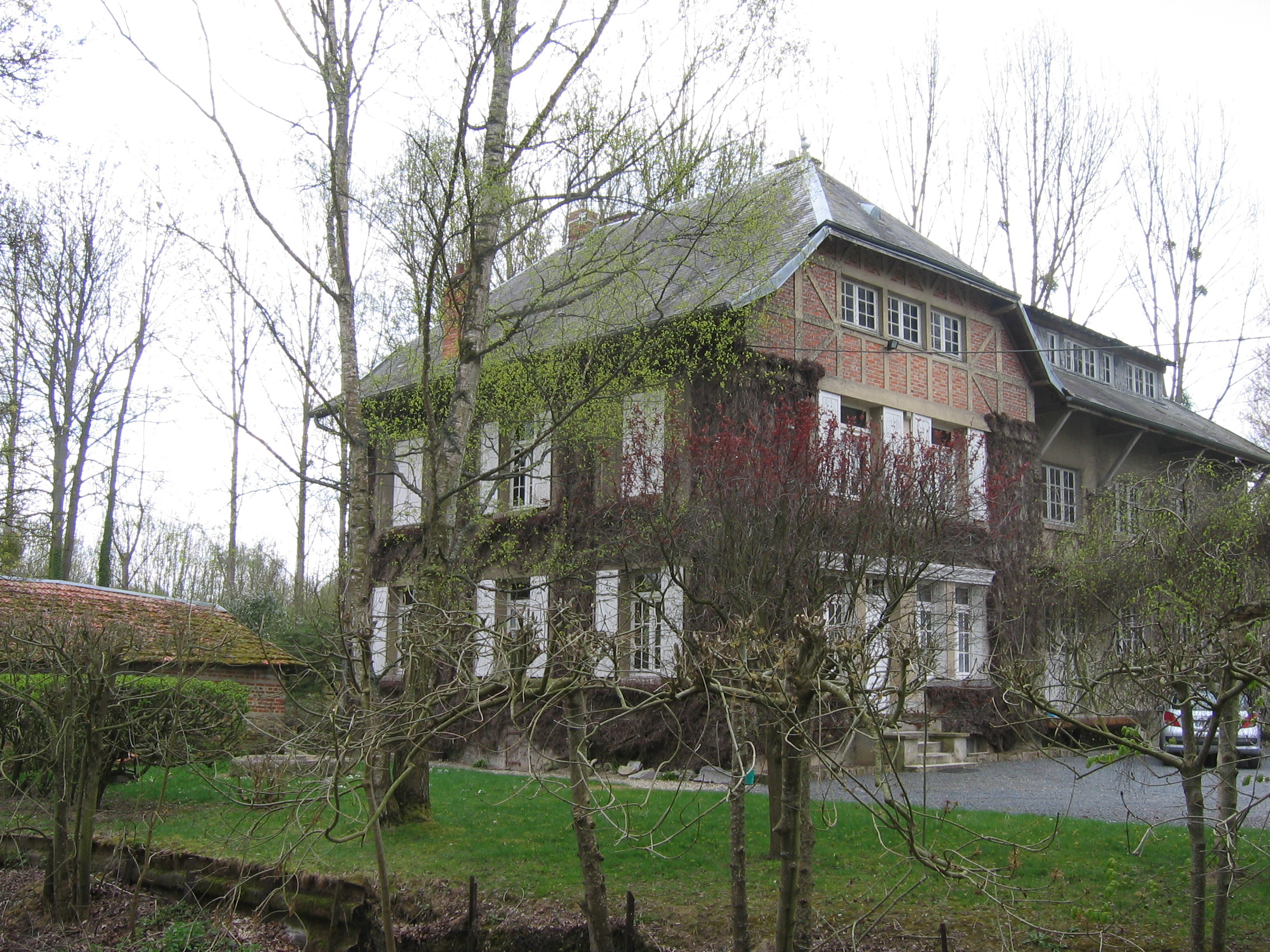
Alte Mühle
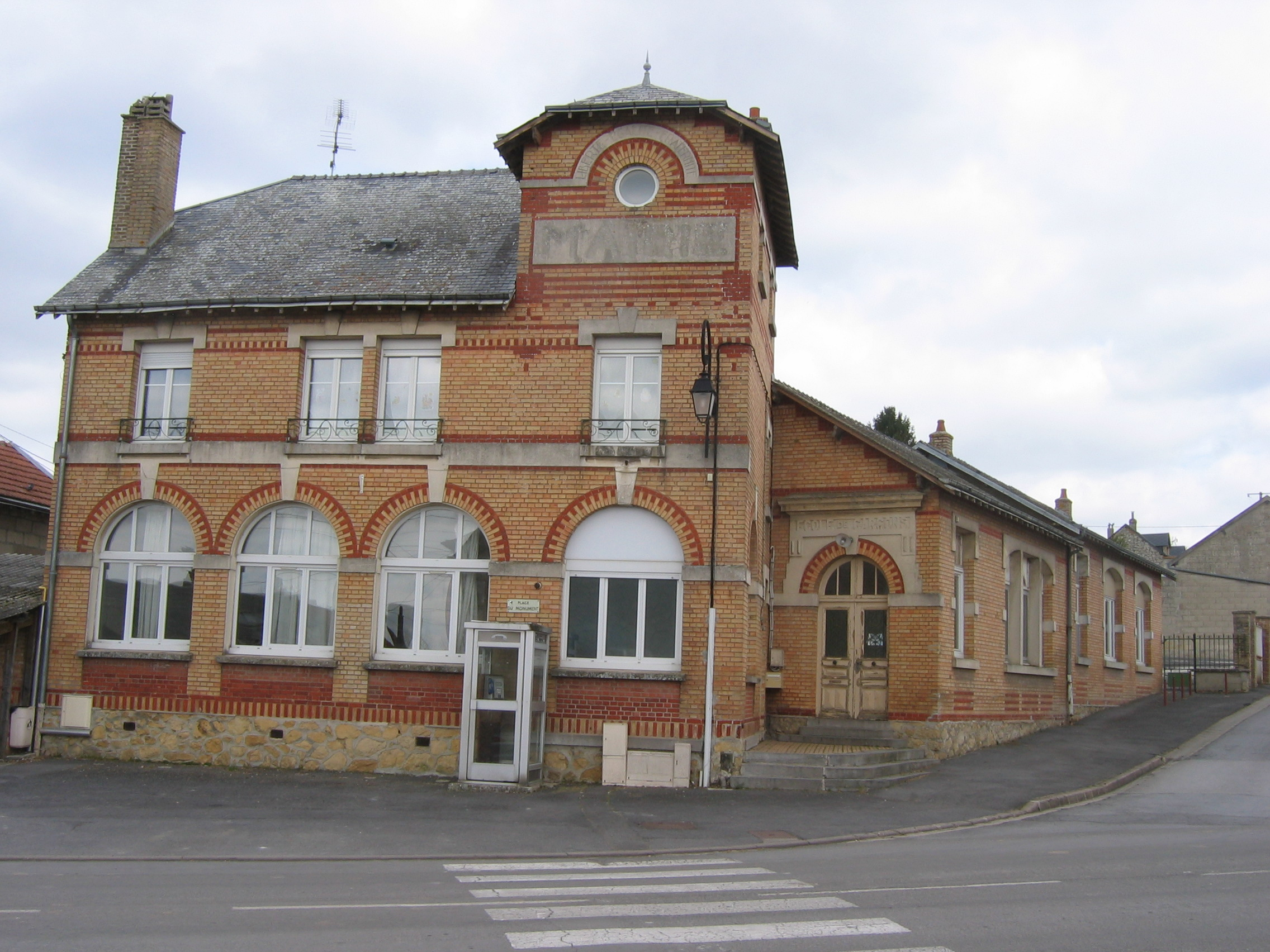
Schule
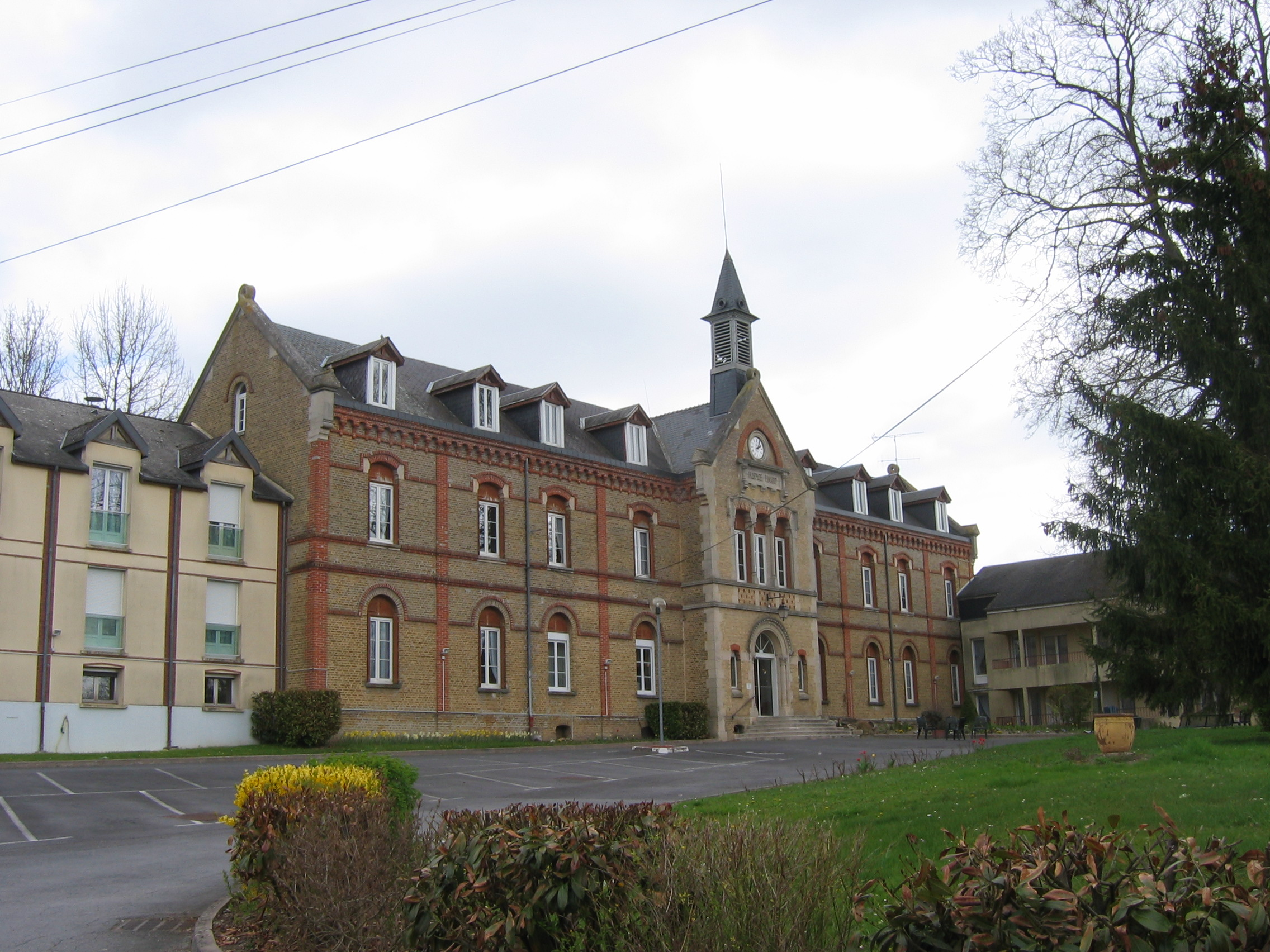
Altenheim

## Bevölkerungsentwicklung
| Jahr                       | 1962 | 1968 | 1975 | 1982 | 1990 | 1999 | 2009 | 2018 |
| Einwohner                  | 829  | 804  | 820  | 824  | 868  | 775  | 803  | 832  |
| Quellen: Cassini und INSEE |      |      |      |      |      |      |      |      |

## Sehenswürdigkeiten

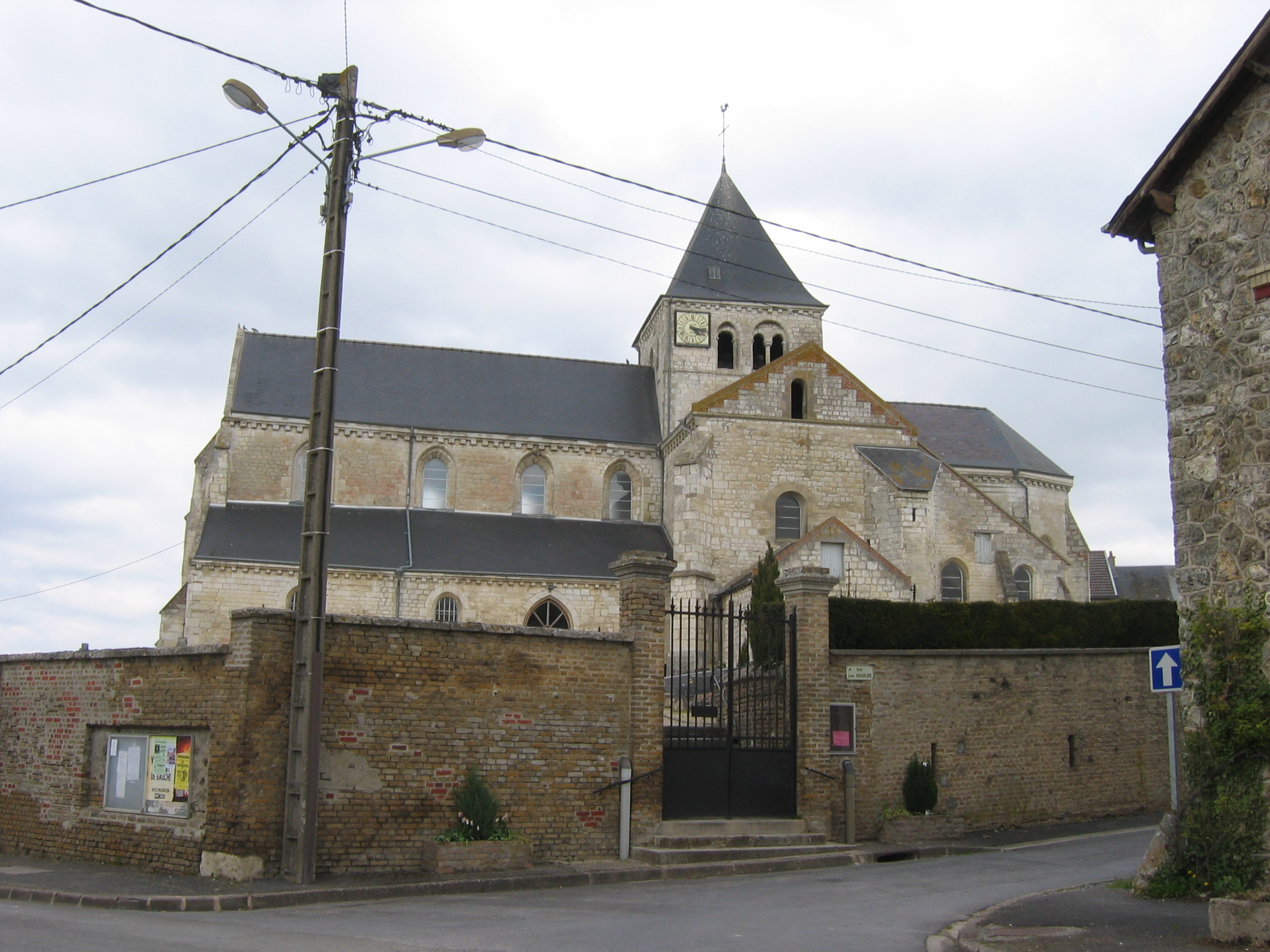
Kirche Saint-Germain

- Kirche Saint-Germain